# Гиргенсония
Гиргенсония (также Гиргензония, лат. Girgensohnia) — род растений семейства Амарантовые (Amaranthaceae), распространённый в Азии от Ирана и Пакистана до Казахстана и Китая (Синьцзян).
Род назван в честь эстонского ботаника Густава Карла Гиргенсона.

## Ботаническое описание
Однолетние травы или полукустарники. Стебли сильно разветвлённые. Листья супротивные, кожистые, линейно-шиловидные или треугольно-яйцевидные, верхушка заострённая.
Цветки обоеполые, пазушные, с 2 прицветничками, пятимерные. Листочки околоцветника белоплёнчатые, почти до основания свободные. Плоды овальные; околоплодник плёнчатый. Семя вертикальное, яйцевидное или шаровидное, сжатое; зародыш спиральный, обращён корешком вверх; периспермий отсутствует.

## Виды
Род включает 5 видов:
- Girgensohnia bungeana Sukhor.
- Girgensohnia diptera Bunge — Гиргенсония двукрылая
- Girgensohnia imbricata Bunge
- Girgensohnia minima Korovin — Гиргенсония мелкая
- Girgensohnia oppositiflora (Pall.) Fenzl typus — Гиргенсония супротивноцветковая